# Astragalus palenae
Astragalus palenae là một loài thực vật có hoa trong họ Đậu. Loài này được (Phil.) Reiche miêu tả khoa học đầu tiên.